# تصویر ذهنی ۳: ارباب مرده
تصویر ذهنی ۳: ارباب مرده (انگلیسی: Phantasm III: Lord of the Dead) فیلمی در ژانر اکشن، کمدی ترسناک، ترسناک، و علمی–تخیلی است که در سال ۱۹۹۴ منتشر شد. از بازیگران آن می‌توان به ای. مایکل بالدوین، گلوریا لین هنری، و جان دیویس چندلر اشاره کرد.

## خلاصه داستان
«مایک» و «رجی» به تلاش خود برای پیدا کردن «مرد بلندقد» ادامه می‌دهند و…